# 万一英
万一英（1945年—2015年1月22日）女，生于北京，中华人民共和国京剧老旦演员。

## 生平
万一英出生于北京的一个普通教师家庭，父母都是京剧票友，姐弟一共七人，万一英排行第三。少年时便进入北京京剧团坐科。1960年6月，万一英考入北京京剧团学员班，此后拜李多奎为师学习老旦，曾和裘盛戎同台演出《遇皇后》、《打龙袍》、《赤桑镇》等京剧剧目。1964年，北京京剧团排演《杜鹃山》，万一英饰演杜妈妈。裘盛戎亲自帮万一英设计了动作，这为万一英日后在《沙家浜》中饰演沙奶奶奠定了基础。文化大革命期间，万一英在北京京剧团排演的样板戏《沙家浜》中饰演沙奶奶，一举成名，并参与拍摄京剧电影《沙家浜》。
2015年1月22日，万一英因突发脑溢血在北京逝世，享年70岁。